# Mieko Yoshimura

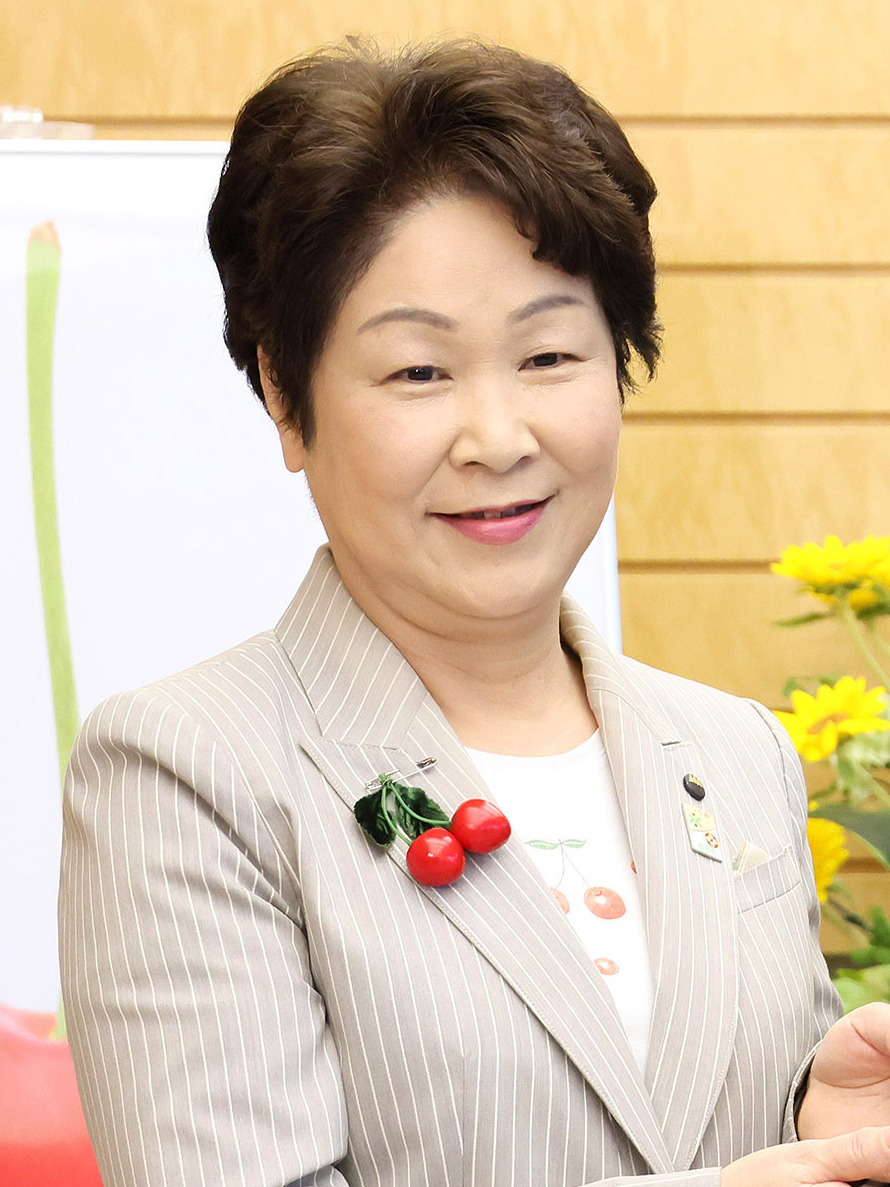
Mieko Yoshimura 2022

Mieko Yoshimura (jap. 吉村 美栄子 Yoshimura Mieko; * 1951 in Ōe, Landkreis Nishimurayama, Präfektur Yamagata) ist eine parteilose japanische Politikerin und seit Februar 2009 Gouverneurin der Präfektur Yamagata.

## Karriere
Yoshimura machte 1974 ihren Studienabschluss an der Frauenuniversität Ochanomizu und arbeitete danach bis 1977 für den Personaldienstleister Recruit. 1981 erwarb sie die Qualifikation als gyōsei shoshi, einem Rechtsexperten für Verwaltungsangelegenheiten, der Dokumente und Anträge an die Verwaltung vorbereitet. Ab 1998 arbeitete sie für das „Allgemeine Ausbildungszentrum der Stadt Yamagata“ (Yamagata-shi sōgō gakushū centre), zwei Jahre später machte sie sich als gyōsei shōshi selbständig. Danach gehörte sie unter anderem dem Schulausschuss (kyōiku-iinkai) und dem „Überwachungsausschuss für öffentliche Ausschreibungen“ (nyūsatsu-kanshi-iinkai) an.
Yoshimura kandidierte mit Unterstützung der Demokratischen Partei, der Sozialdemokratischen Partei, der Kommunistischen Partei Japans sowie einzelner Abgeordneten der Liberaldemokratischen Partei (LDP) für die Gouverneurswahl in Yamagata am 25. Januar 2009. Mit rund 10.000 Stimmen Vorsprung konnte sie Amtsinhaber Hiroshi Saitō schlagen, der von der nationalen Regierungsparteien LDP und Kōmeitō unterstützt worden war und sich in seiner ersten Amtszeit darauf konzentriert hatte, die Präfekturfinanzen zu reformieren. Zu Yoshimuras Forderungen im Wahlkampf gehörten unter anderem die Reduzierung der Gouverneursbezüge und die Abschaffung eines der beiden Stellvertreterposten, ein „Plan für neue Arbeitsplätze“ durch höhere Subventionen, um die Abwanderung junger Menschen zu reduzieren, und ein Erhalt der sozialen Infrastruktur.
Yoshimuras Amtszeit begann am 14. Februar 2009. Seither wurde sie zweimal in Folge, 2013 und 2017, mangels Gegenkandidaten ohne Abstimmung im Amt bestätigt. Nach zwölf Jahren gab es 2021 wieder die erste bestrittene Gouverneurswahl in Yamagata: Mit Unterstützung der nationalen Regierungsparteien LDP und Kōmeitō kandidierte die ehemalige Präfekturparlamentsabgeordnete Rika Ōuchi gegen Yoshimura, die jedoch mit Zweidrittelmehrheit siegreich blieb. 2025 wurde sie mit Allparteienunterstützung einschließlich Kommunisten gegen einen unabhängigen Herausforderer mit über 90 % der Stimmen für eine fünfte Amtszeit wiedergewählt.